# オークラ
オークラ（1973年12月10日 - ）は、日本の放送作家。本名：河野 良（かわの りょう）。群馬県富岡市出身。日本大学理工学部土木工学科中退。既婚。

## 略歴
群馬県の建設業を営む裕福な家庭に長男として生まれる。姉と二人の妹がいる。
1994年5月、コンビ「オークラ劇場」として初舞台を踏み、翌年3月より「細雪（ささめゆき）」（谷崎潤一郎の『細雪』に由来）というコンビで活動していたが、相方の突然の失踪にてコンビ解消。当時の芸名はオークラ劇場であり、現在の芸名はそこから取っている。ラーメンズ、アルファルファ（現東京03)と組んでいたコントグループ「チョコレイトハンター」にも在籍していた。芸人時代はトーイボックスに所属。
コンビ解散後はあてのない毎日を送っていたが、バナナマンの設楽統に「やることないなら俺たちの手伝いすれば？」と言われたことがキッカケで放送作家に転向する。
1997年に作家活動を開始しプロダクション人力舎入り。アンジャッシュやアンタッチャブルがライブシーンで人気を得始めている時期だった。
2013年4月29日、一般女性と結婚。
2015年から『週刊プレイボーイ』にて「オークラの勝手に心配性」というコラムの連載を行っていた。
2021年12月3日、自身初の自伝となる著書「自意識とコメディの日々」を刊行した。

## 人物
- バナナマンとは若手の頃から公私共に交流が深く「第3のバナナマン」とも言われている[6]。『バナナ炎』にて「何らかの理由でバナナマンがトリオになったら誰を加入させるか？」というお題の時に名前が上がり、日村勇紀は「一番しっくりくる。実際芸人だったし。仲も良いし。完璧じゃん！」と太鼓判を押したが、設楽統からは「でもチョーつまんねぇよ？」と言われてしまった。
- 芸人活動をしていた時期に、バナナマンの単独ライブや人力舎のライブにゲスト出演した彼らの姿を観て衝撃を受ける。芸人から作家に転身したきっかけのひとつは、自身が書いたネタを日村が演じたところ非常に面白く「これは演者として勝てない」と、芸人としての限界を感じたことから[7]。また、同時期にコンビ解散のタイミングも重なったこともあり、踏ん切りがついた。芸人を辞めた後は作家としてバナナマンのネタを書きたいという気持ちが溢れ、懇意にしていた設楽に相談したこともある[8]。
- 芸人の頃から観察力があり目端が利く。設楽に「メガネの二人組で面白いコンビがいる」とおぎやはぎを紹介したり、「映画のようなコントをするコンビがいる」とラーメンズを紹介していた。この二組とバナナマンとの三組で合同コントライブを開催する際に発起人となった。
- バナナマンのラジオにも参加しており、番組内で話すこともある。彼らのラジオ『バナナマンのバナナムーンGOLD』（TBSラジオ）でのあだ名は「バル柵」。
- 少年期から太りやすい体質である。中学に上がる前から体重が80kgもある巨漢であったが「このままではいけない」と決意し、“お弁当は人参一本”という極端な食事制限ダイエットを行ったことがある。成人してからも頻繁にダイエットを行っている。近年も「2ヶ月半で15kg痩せる」と目標を立てたが2週間過ぎても2kgしか痩せなかったため固形物を極力摂取せずにスープをメインにした食生活を続け、絶食期間も設けた。そのため、固形物を食すると胃が受け付けなくなり拒絶反応で嘔吐することもしばしばあった。二カ月後、17kgの減量に成功した。

## 作家として
構成作家としてバラエティ番組に参加するほか、ドラマの脚本を担当することもある。「放送作家」と呼ばれることを嫌っており、名刺にも「脚本・構成」と明記している。
どんでん返しネタを得意とする。時に人間的な恐怖のオチもある。幼少期の実体験を元にしたネタが多い。
2012年、日村勇紀が主演を務めたドラマ「イロドリヒムラ」の最終話脚本を上梓した。監督は設楽統が務めた。
また上記バナナマンを初め、東京03やおぎやはぎなど多くの芸人の単独ライブに関わっており、2012年にはシティボーイズの単独ライブにネタを書いている。また、バカリズムが脚本を手掛ける「素敵な選TAXI」「黒い十人の女」にも脚本補助の立場として参加。
東京03は「文章ネタやシチュエーションコントなど様々なパターンを書ける」などと絶賛している。

## 主な担当番組

### 現在

#### テレビ
- TBS
  - 週刊さんまとマツコ
  - バナナサンド
- テレビ東京
  - ゴッドタン
- テレビ朝日
  - ももクロChan〜Momoiro Clover Z Channel〜
- フジテレビ
  - バチくるオードリー
- 日本テレビ
  - なんで私が神説教
- NHK BSプレミアム
  - 番組バカリズム

#### ラジオ
- TBSラジオ
  - 木曜JUNK・おぎやはぎのメガネびいき
  - 金曜JUNK・バナナマンのバナナムーンGOLD

#### ウェブテレビ
- バラエティ開拓バラエティ　日村がゆく（2017年4月26日 - 、AbemaTV）
- ネット配信
  - 毎月1日 乃木坂毎月劇場 サンヨー食品・カップスター・和ラー 出演者：乃木坂46・東京03

### 過去

#### テレビ
- NHK
  - バナナ♪ゼロミュージック
- フジテレビ
  - FNS ALLSTARS あっつい25時間テレビやっぱ楽しくなければテレビじゃないもん!
  - トリビアの泉 〜素晴らしきムダ知識〜
  - はねるのトびら
  - 本能のハイキック!
  - 5LDK
  - ゴレンタン
  - キカナイト
  - 百識〜百で知るひとつの知識〜
  - 世界は言葉でできている
  - バチバチエレキテる
  - 爆笑 大日本アカン警察
  - 教訓のススメ
  - HEY!HEY!NEO
  - ミレニアムズ
  - バナナフェイス 本当の恋は顔じゃない
  - カルチュラサークル
  - とんぱちオードリー
  - そんなバカなマン
  - もろもろのハナシ
  - とんねるずのみなさんのおかげでした
  - ウケメン
  - 関ジャニ∞クロニクル
- テレビ東京
  - うぇぶたま
    - うぇぶたま
    - うぇぶたまww
    - うぇぶたま3

  - シブスタ S.B.S.T
  - 極楽とんぼのこちらササキ研究所
  - キンコンヒルズ
  - しょこ♥リータ
  - おぎやはぎのそこそこスターゴルフ
  - ピラメキーノ
  - ウレロ☆シリーズ
    - ウレロ☆未確認少女
    - ウレロ☆未完成少女
    - ウレロ☆未体験少女

  - 青春高校3年C組
  - アヤツリ・スクワッド
- 日本テレビ
  - ウラ日テレ
  - 落下女
  - 住住
  - 犬も食わない
  - 吉住のアナタとコント
- テレビ朝日
  - 笑いの金メダル
  - 学べる!!ニュースショー!
  - テキトーTV （ドスペ2の不定期放送）
  - お願い!ランキング
  - 午前0時の森
- TBSテレビ
  - すれすれガレッジセール→極すれすれガレッジセール→激すれすれガレッジセール
  - ドッカ〜ン!
  - 火曜曲!
  - Kiss My Fake
  - 設楽矢作の仲間になったらこうなった
  - 設楽矢作のワロスタシー
  - 爆!爆!爆笑問題
  - 万年B組ヒムケン先生
- 関西テレビ
  - さまぁ〜ず&バナナマンの押しかけパーティー!
- TOKYO MX
  - バカヂカラ
  - バナナ炎
  - バナナ炎炎
- tvk・チバテレビ・テレ玉・サンテレビ
  - 戦国鍋TV 〜なんとなく歴史が学べる映像〜
  - 実在性ミリオンアーサー
- tvk・チバテレビ・テレ玉・サンテレビ・メ〜テレ
  - ウルトラゾーン
- BSジャパン
  - おぎやはぎのそこそこスターゴルフ2
- BSフジ
  - ラブトピア
- BS日テレ
  - epoch TV square
- ひかりTV
  - バナナステーキ
- WOWOW
  - セカイ系バラエティ 僕声

#### ラジオ
- JFN
  - やまだひさしのラジアンリミテッドDX（月曜担当）
  - BPR5000（月曜担当）
  - WANTED!火曜日（WANTED!火曜日バナナマン）
  - 東京03のSCHOOL NINE
- TBS
  - 極楽とんぼの吠え魂
  - JUNK 交流戦スペシャル（2006年8月11日、パーソナリティ：波田陽区 / ビビる大木）

## 脚本

### 映画
- プレイボール（2002年、ガレッジセール主演、小谷鴨亮と共作）
- ピューと吹く！ジャガー THE MOVIE（2008年）
- バカリズム THE MOVIE（2012年、オムニバス内の一つ「トップアイドルと交際することへの考察」アイデア）[9]
- セブンデイズ リポート（2014年）
- ゴッドタン キス我慢選手権 THE MOVIE（2013年、佐久間宣行と共作）
- ゴッドタン キス我慢選手権 THE MOVIE2 サイキック・ラブ（2014年、構成）

### テレビドラマ

#### NHK
- サラリーマンNEOシリーズ

#### TBS
- ドラゴン桜 第2シリーズ（2021年4月 - ）[10]
- ネコ戦隊びたたま
- 訳アリ女ダイアリー（2024年3月2日）

#### フジテレビ
- 0号室の客
- 素敵な選TAXI（バカリズムへの脚本協力、回によっては共著）
- イップス（2024年4月12日 - 6月21日）

#### テレビ朝日
- 今日からヒットマン（2023年10月27日 - 12月15日）

#### 日本テレビ
- 黒い十人の女（バカリズムへの脚本協力、回によっては共著）
- 漫画みたいにいかない。（初の監督作品）
- 東京03とスタア（2021年10月3日）（第1話）
- イザミと東京03（2022年9月10日 - ）
- となりのナースエイド（2024年1月10日 - 3月13日）
- なんで私が神説教（2025年4月12日 - 6月14日）

#### テレビ東京
- ウレロ☆シリーズ
- 宇宙犬作戦
- 30minutes
- 30minutes鬼
- デリパンダ〜おしゃべりデリ坊、東京ド真ん中配達中〜
- 潜入捜査アイドル・刑事ダンス（2016年10月 - 12月）[11]

#### 毎日放送
- 花のズボラ飯

### ラジオドラマ
- 半沢直樹 敗れし者の物語 by AudioMovie®

### WEB
- 乃木坂毎月劇場（2020年、監督）

## 舞台
- 宇田川フリーコースターズコントライブ「epoch conte square」
- 笑いの巣 PRESENTS ライブ!!君の席（桝本壮志と共作）
- ASH＆Dライブ vol.3
- 舞台 ウレロ 未公開少女
- 舞台 ウレロ 未解決少女
- シソンヌ単独ライブ（監修）
- 〜崩壊シリーズ〜『九条丸家の殺人事件』
- 〜崩壊シリーズ〜『リメンバーミー』
- GURUになります。〜平浅子と源麗華の一週間〜（脚本）
- 漫画みたいにいかない。
- 漫画みたいにいかない。第2巻（2019年2月19日：かつしかシンフォニーヒルズ、3月8日：神戸国際会館こくさいホール）

このほかにもさまざまな芸人のライブに携わっている（バナナマン、おぎやはぎ、東京03、ドランクドラゴンなど）。
東京03のライブでは演目の最後のネタを毎回担当している。他にも「悪ふざけ公演」など単独ライブとは別の特別公演でも東京03と共に脚本を担当している。

## 出演

### CD
- バナナマンコントCD「イエロー」（オサムレコード、声のみの参加）
- 宇田川フリーコースターズ

### ビデオ・DVD
- チョコレイトハンターラストライブ「THE FINAL HIGH TENSION BUS」（放映のみ）
- バカ爆走・JCAオンパレード（越前屋電視社）
- バナナマンコントライブ「激ミルク」（「CLEVER HOSTAGE」の誘拐犯役）
- バナナマンDVD「private stock」（「ルスデン」の隣人役）
- バナナマン傑作選ライブDVD「bananaman Punch」（副音声にて声のみの出演 バナナマンの二人とともにコントの解説）
- バナナマン傑作選ライブDVD「bananaman Kick」（副音声にて声の出演 バナナマンの二人とともにコントの解説 「ルスデン」の隣人・河野さん役）

### ラジオ
- 佐久間宣行のオールナイトニッポン0(ZERO)（2019年7月25日、2020年11月25日、2021年7月21日、2021年12月8日、ニッポン放送）
- 大竹まこと ゴールデンラジオ（2021年12月23日、文化放送）

## 作詞
宇田川フリーコースターズ
- 『富士山』

バナナマン
- 『T-BACK』（T-STLYE名義）

ピンポン3姉妹（恵比寿マスカッツ）
- 『ピン×ポン』

ピラメキーノ関連
- 『Onaraはずかしくないよ/ピラメキたいそう』
- 『Punchしたっていいんだよ』
- 『だるだるダーリン』
- 『なんてフワフワなんだJAPAN』

東京03
- 『漫画みたいにいかない。』

ももいろクローバーZ
- 『あんた飛ばしすぎ!!』

いぎなり東北産×桜エビ〜ず
- 『夢幻歌劇』（えびとう産名義）

BELLWETHER（西山宏太朗、武内駿輔、沢城千春、増田俊樹、畠中祐)
- 『僕の声でどんな番組ができるのだろう？』 （作曲・編曲 永井ルイ）
- 『僕らの意味』
- 『笑止』（作曲 奥村愛子）
- 『難しいサイ』（作曲・編曲 カンケ）

古川慎
- 『君の○○の悩みがセカイを救った事を君は何も知らない』（作曲・編曲 河田貴央）

ラフ×ラフ
- 『ちょっと闇落ち』

## 著書
- 自意識とコメディの日々（2021年12月3日、太田出版）